# جون هودجمان
جون هودجمان (بالإنجليزية: John Hodgman)‏ (و. 1971  م) هو كاتب، وممثل هزلي، وممثل تلفزي، وممثل أفلام، ومؤلف، ومذيع أمريكي، ولد في بروكلين (ماساتشوستس).

## التعليم
تعلم في جامعة ييل.

## وصلات خارجية
- جون هودجمان على موقع IMDb (الإنجليزية)
- جون هودجمان على موقع قاعدة بيانات الأفلام العربية
- جون هودجمان على موقع ألو سيني (الفرنسية)
- جون هودجمان على موقع ميوزك برينز (الإنجليزية)
- جون هودجمان على موقع أول موفي (الإنجليزية)
- جون هودجمان على موقع قاعدة بيانات الأفلام السويدية (السويدية)
- جون هودجمان على موقع إن إن دي بي (الإنجليزية)
- جون هودجمان على موقع ديسكوغز (الإنجليزية)
- جون هودجمان على موقع قاعدة بيانات الفيلم (الإنجليزية)
- جون هودجمان على موقع كينوبويسك (الروسية)